# Far Cry Primal
Far Cry Primal és un videojoc d'acció en primera persona distribuït per Ubisoft i desenvolupat per Ubisoft Montreal per a les plataformes Microsoft Windows, Xbox One i PlayStation 4. És la seqüela de Far Cry 4. La seva data de llançament va ser el 23 de febrer de 2016 a Xbox One i PlayStation 4, i l'1 de març per Microsoft Windows. Encara que rar en aquesta saga de videojocs, Far Cry Primal no té mode cooperatiu i ni multijugador. Es basa en l'edat de pedra, i tracta de la vida de Takkar, un caçador que tractarà de convertir-se en el cap d'Oros.

## Argument
El joc es remunta a l'any 10.000 aC durant el Mesolític. Pren lloc en el fictici Vall d'Ors a l'Europa Central, un món obert habitat per tot tipus de criatures com mamuts i tigres dents de sabre. Una possible ambientació pot ser a prop de la cadena muntanyosa dels Alps italians. Sobreviure és una tasca dificultosa, ja que no només cal enfrontar-se als animals sinó també a altres tribus com els "Udam" o "Izila".
El jugador pren control de Takkar, un home de les cavernes "Wenja" que habita a la Vall d'Ors i que no té armes per caçar. Aquest, mitjançant la recol·lecció de fusta, roques i pell d'animals podrà millorar els seus objectes i fabricar nous, arribant a poder construir un poblat sencer amb centenars de habitants.